# Pêche (halieutique)
Pour les articles homonymes, voir pêche.

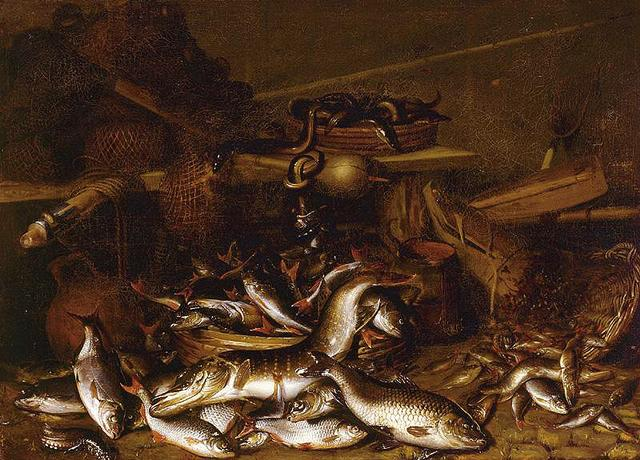
Matériel traditionnel européen et produit de la pêche en eau douce, peints par Johannes Fabritius.

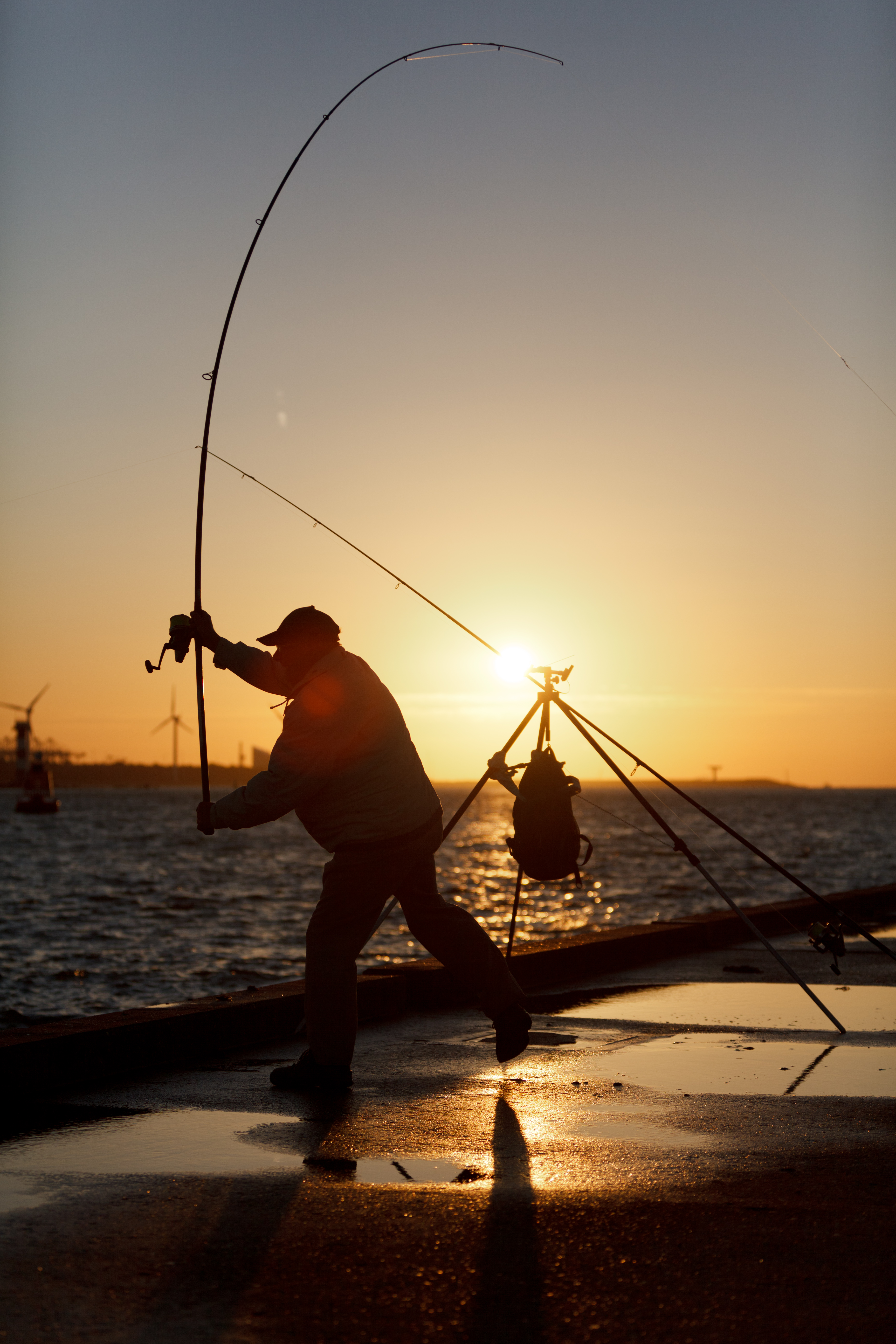
Pêcheur amateur néerlandais, lançant sa ligne.

La pêche est l'activité consistant à capturer des animaux aquatiques munis de branchies (poissons, crustacés, mollusques bivalves, céphalopodes et gastéropodes, etc.) dans leur biotope (océans, mers, cours d'eau, étangs, lacs, mares). La définition exclut les animaux pulmonés, même aquatiques, pour lesquels on parlera de « chasse », telle que la chasse à la baleine, la chasse à la tortue, la chasse aux canards ou la chasse aux phoques. 
Elle est pratiquée par les pêcheurs, profession (pêche commerciale), comme loisir (pêche récréative ou pêche sportive) ou pour assurer une autosuffisance alimentaire (pêche de subsistance). 
Les techniques et engins de pêche sont nombreux, dépendant de l'espèce recherchée, du milieu, ou encore du bateau ou de l'outil utilisé. Pêche à pied, pêche sous-marine, pêche au bord de mer ou en mer, ces activités sont le plus souvent encadrées par une réglementation qui tend à se renforcer afin de protéger au mieux la biodiversité, l'environnement et les ressources halieutiques (terme qui désigne la connaissance de la biologie et de l'exploitation des ressources de la pêche).
L’halieutique (du grec ἁλιευτικὴ τέχνη / halieutikḗ  tékhnê, « l'art halieutique, la pêche »), est l'ensemble des disciplines scientifiques ayant trait à l'exploitation et la gestion des ressources vivantes des milieux aquatiques.
L'Organisation des Nations unies pour l'alimentation et l'agriculture (FAO), estime en 2005, qu'environ 48 millions de pêcheurs et d'aquaculteurs fournissaient dans le monde des emplois directs et indirects à environ 300 millions de personnes. En 2022, le secteur primaire des pêches de capture et de l'aquaculture employait environ 61,8 millions de personnes selon les estimations de la FAO, dont 54 % dans les pêches et 36 % dans l'aquaculture, principalement dans des activités à petite échelle. Les données ventilées par sexe indiquent que les femmes représentent 24 % des pêcheurs et des pisciculteurs et 62 % des travailleurs dans le secteur de la transformation.  
En 2014, selon la FAO, chaque humain consomme en moyenne plus de 20 kg/an de poisson. Cette augmentation de la consommation qui était de l'ordre de 6 kg/an en 1950 et de 12 kg/an en 1980, est en grande partie due à la forte croissance de l’aquaculture, qui fournit désormais la moitié du poisson destiné à la consommation humaine.
Scientifiques et prospectivistes alertent sur le fait que depuis quelques décennies, l'exploitation excessive des ressources halieutiques (surpêche) entraîne une diminution préoccupante du stock de poissons dans le monde, mettant de nombreuses espèces en danger, malgré le développement de l'aquaculture et de méthodes plus durables de pêche, avec notamment l'utilisation de labels environnementaux, l'appropriation de l'enjeu de développement durable par les pêcheurs et les consommateurs, et des encouragements à une approche écosystémique des pêches, certains auteurs plaidant pour une « altermondialisation halieutique ».

## Histoire

### Préhistoire

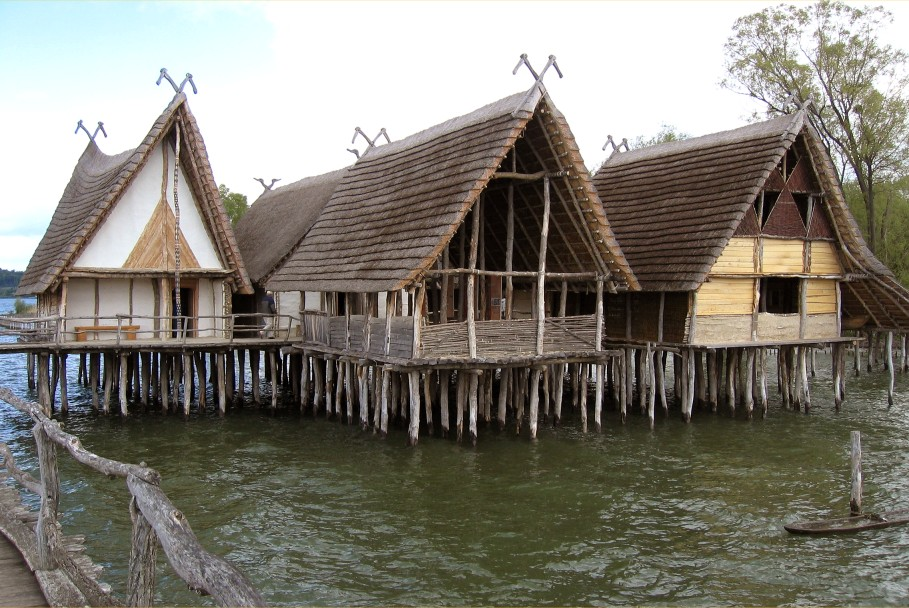
Village de pêcheurs palafittique de l'âge du bronze, reconstitué au nord-ouest du lac de Constance.

L'histoire de la pêche remonte à la Préhistoire et au moins au Paléolithique (−40 000 ans environ). En témoignent les restes d'arêtes, ossements ou écailles trouvés dans les campements, en bordure de mer ou de zones humides et autour des foyers dans les fouilles préhistoriques (ces indices archéopaléontologiques permettent de reconstituer la taille des poissons préférés par les populations qui les ont laissés, voire l'âge de certains poissons (par différentes méthodes développées par l'archéo-ichthyologie, par exemple si des otolithes en bon état peuvent être retrouvés).
Pour déterminer les espèces existant à une certaine ère, la période de capture de ces espèces ou bien le climat qui régnait lors de cette ère, les historiens utilisent les restes ichtyologiques (restes de poissons et animaux marins). Il existe d'autres témoignages prouvant l'existence de la pêche à la préhistoire comme les outils ou l'iconographie. Par exemple, la découverte de fragments de nasses sur des sites mésolithiques témoigne de la maîtrise de cette technique à cette époque. La présence d'hameçons doubles reste basée sur une hypothèse car jusqu'à ce jour[Quand ?] aucune preuve n'a permis de confirmer leur existence.
L'analyse isotopique des ossements de l'homme de Tianyuan (lignée humaine moderne qui vivait il y a 40 000 ans en Asie orientale), révèle qu'il consommait régulièrement du poisson (d'eau douce dans ce cas),. D'autres indices sont les poissons sculptés ou gravés retrouvés presque partout dans le monde, et parfois de manière très réaliste,. À titre d'exemple ; dans le sud-ouest de la France, pour la période magdalénienne, et d'après les découvertes archéologiques du XIXe et XXe siècles, ce sont les salmoninés qui ont été le plus souvent et le plus clairement figurés (58 figures de saumons (Salmo salar) et 6 truites dont 2 truites de mer (Salmo trutta trutta), devant les cyprinidés, le Brochet (Esox lucius) et l'Anguille européenne (Anguilla anguilla), mais beaucoup d'autres formes de poissons ont été retrouvées, peintes ou gravées, sans qu'on puisse clairement identifier le genre ou l'espèce (pour 160 poissons gravés ou peints par les magdaléniens dans le sud de la France, l'identification des taxons n'a pu être faite dans 31 % des cas, 19 % ayant pu n'être déterminés qu'au niveau de la famille ou du genre et 50 % au niveau de l'espèce). Le fait que les poissons migrateurs soient plus souvent présent (saumon, truite de mer, et anguille) pourrait aussi ne pas être associé à des préférences alimentaires, mais au fait qu'ils soient plus facile à pêcher, ou associé à des références symboliques (cycle des saisons). Avec d'importantes variations selon les époques, populations et civilisations, le poisson semble avoir été une source importante, voire vitale de protéines animales pour l'homme[réf. nécessaire] et une ressource économique importante pour les territoires littoraux (avec notamment le poisson conservé par séchage et/ou salage). Les témoignages archéopaléontologiques montrent que le saumon, aux époques épipaléolithique et mésolithique était aussi pêché dans les cours d'eau se jetant dans la Méditerranée.
Des populations préhistoriques vivant sur les littoraux de différentes parties du monde laissent des quantités très importantes de restes de poissons et plus encore de coquilles (amas coquilliers de plusieurs mètres d'épaisseur parfois), et certaines peintures rupestres préhistoriques montrent que les animaux marins sont importants pour les chasseurs-cueilleurs notamment lorsqu'ils commencent à se sédentariser, dans des premières colonies plus ou moins permanentes comme à Lepenski Vir. Les fouilles y trouvent presque toujours des preuves de pratique de la pêche comme une source importante de nourriture.

### Antiquité

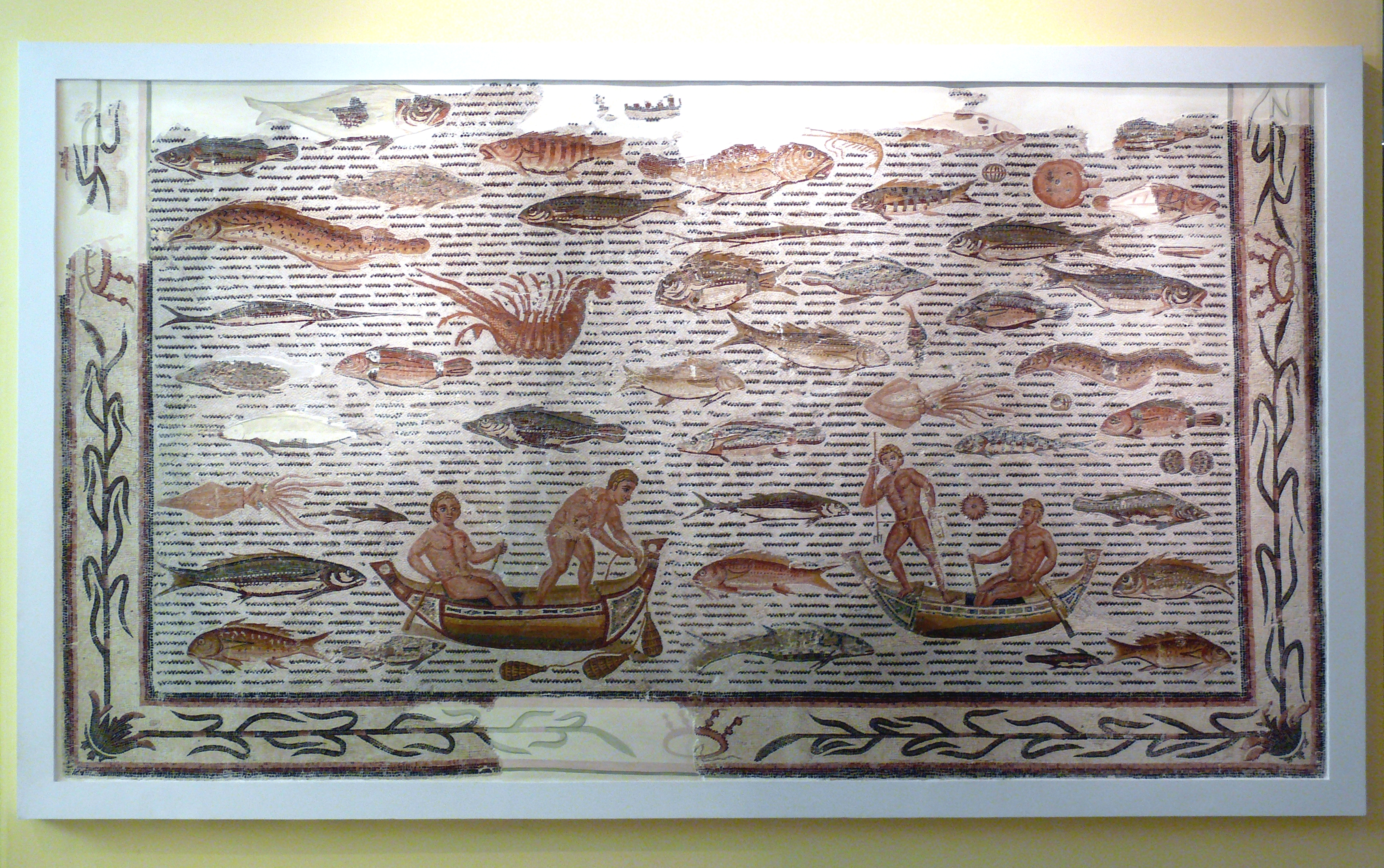
Éléments commerciaux de base pour l'Antiquité méditerranéenne, les produits de la pêche sont alors considérés comme des ressources inépuisables. Mosaïque romaine du musée archéologique de Sousse représentant une scène de pêche et des ressources marines (poissons, crustacés, poulpes).

Le poisson était l'un des « dons du Nil » qui, frais ou séché, était un aliment de base pour une grande partie de la population. Différents modes de pêche et piégeage mis en œuvre par les égyptiens sont illustrés dans des scènes peintes dans les tombeaux ainsi que sur des papyrus. Certaines représentations semblent même faire allusion à une pêche conçue comme un loisir. En Inde, la dynastie Pandyas (royaume dravidien du Tamil) était connue pour la pêche perlière (au moins 100 ans av. J.-C., et dans des eaux assez profondes). Les Paravar (en) (ou Parathavar ou Paradavar), caste tamoule de la région de Tuticorin se sont aussi enrichis du commerce de la pêche de poissons et des perles.
Les scènes de pêche sont rares dans les traces laissées par l'Antiquité grecque, reflétant peut-être un faible statut social pour les pêcheurs, mais l'auteur grec Oppien Corycos laisse un traité majeur sur la pêche en mer (dit Halieulica ou Halieutika, composé entre 177 et 180 ; le plus ancien ayant survécu jusqu'à nos jours). Les preuves picturales des pratiques romaines de la pêche sont rares, mais on en trouve dans les mosaïques. Le trident de Neptune est a priori un engin de pêche, qui plus est le plus facile à utiliser là où le poisson est très abondant. Outre-Atlantique, les Amérindiens Moche du Pérou antique ont dépeint des pêcheurs sur leurs céramiques.

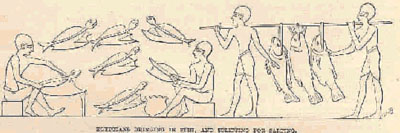
Figures égyptiennes gravées représentant des scènes de préparation de gros poissons (transport, fractionnement, salage ou séchage).
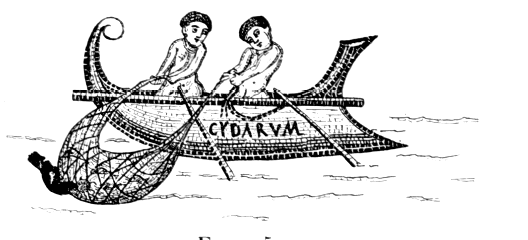
Dans un cydarum (barque de pêche romaine), deux pêcheurs relèvent un filet chargé de poissons.

### Moyen Âge
Le commerce de la morue séchée perdure dans la région de l'archipel des îles Lofoten, en Norvège, jusque vers le sud de l'Europe, l'Italie, l'Espagne et le Portugal depuis la période Viking voire avant. En dépit du déclin des morues, il reste important.

### Époque moderne

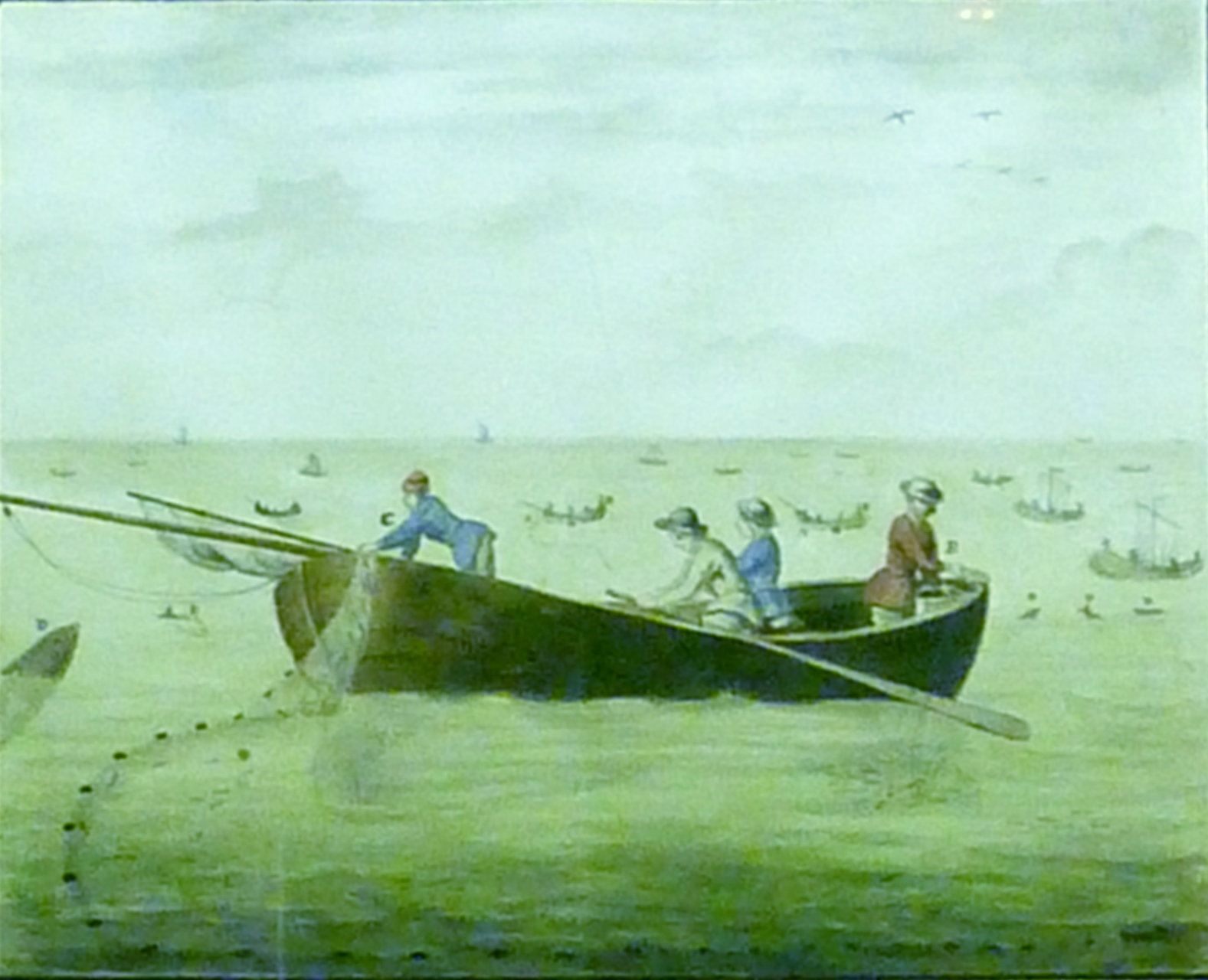
Christophe-Paul de Robien : Pesche de la sardine (dessin aquarellé sur papier, 1756).

La pêche comme activité de subsistance laisse progressivement la place à une activité commerciale et une activité de loisir (comme l'atteste la publication en 1653 du traité Le Parfait Pêcheur à la ligne de l'auteur anglais Izaac Walton, qui bénéficie de centaines de rééditions) au point de devoir être réglementée dès le XVIIe siècle. Colbert rédige ainsi en France une ordonnance en 1669 réglementant les activités halieutiques autour des cours d'eau pour préserver leurs ressources.

### XIXesiècle

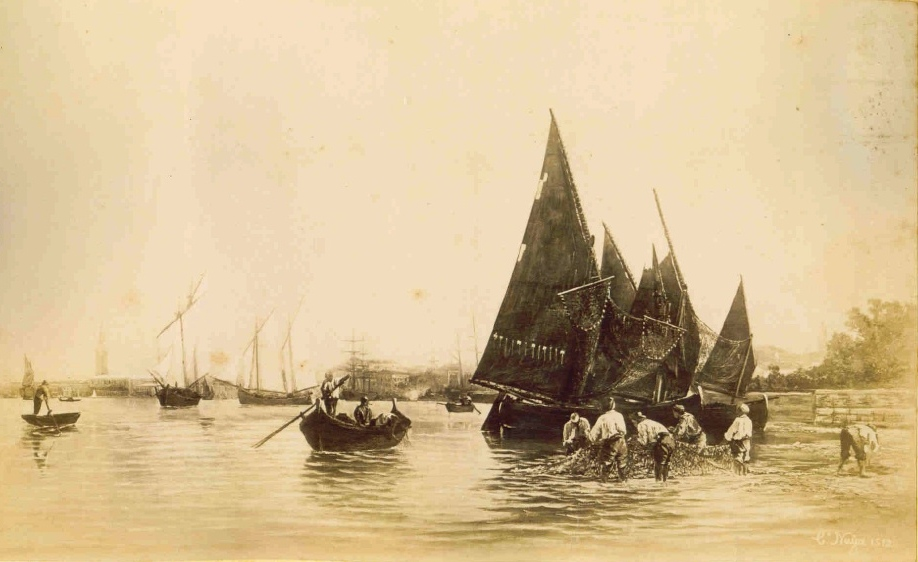
Pêcheurs vénitiens au XIXe siècle (Photo de Carlo Naya).

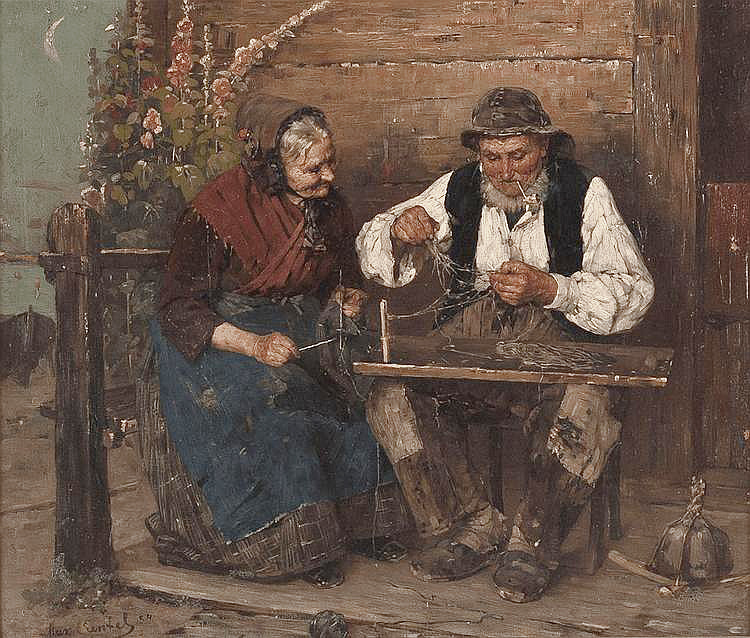
Le vieux pêcheur et sa femme, tableau de Max Rentel.

Au XIXe siècle en Angleterre puis en France, les pêcheurs sportifs élitistes (pêche à la mouche de « poissons nobles » comme la truite, le saumon) se distinguent des pêcheurs dits de gens de peu (pêche plus statique avec amorces constituées de déchets de table). La démocratisation de la pêche à la ligne se développe avec l'avènement des chemins de fer. Des sociétés de pêche à la ligne se mettent en place à la fin du XIXe siècle pour lutter contre le braconnage, la pollution et organiser des concours de pêche, se regroupant progressivement en fédérations puis en regroupements nationaux et internationaux. En juillet 1941, le régime de Vichy impose à tout pêcheur de s'affilier et cotiser à une association agréée de pêche et de pisciculture ainsi qu'à payer une taxe annuelle destinée à la police de la pêche et la mise en valeur du domaine piscicole, cette taxe étant le précurseur du permis de pêche. Depuis les années 1950 se développe la pêche sportive, les baby boomers découvrant la pêche à la mouche par des films tels que celui de Robert Redford Et au milieu coule une rivière et grâce à des émissions télévisées.

## Types
On distingue la pêche maritime de la pêche fluviale généralement sur un critère de salinité de l'eau, distinction qui entraîne notamment une réglementation différente. En France, on parle de la « limite de salure des eaux » qui conditionne le régime juridique entre ces deux types de pêche. Cette limite, purement administrative, découle du décret du 9 janvier 1852 sur l'exercice de la pêche et pose de grands problèmes en pratique, car bien des animaux ont la capacité de la franchir dans les deux sens.[réf. nécessaire]

### Pêche professionnelle
Dans le monde, on trouve des types de pêche professionnelle très différents, avec des méthodes allant des plus artisanales et extensives, aux plus industrielles et intensives. Ils correspondent à des fonctions et métiers différents (novice, matelot, mécanicien, patron…), plus ou moins dangereux et difficiles selon les types de pêche et les zones géographiques. Des pathologies particulières peuvent être associées à ce métier en raison de l'exposition aux UV et à l'eau salée notamment. L'alcoolisme est un facteur de risque supplémentaire important (sur 600 pêcheurs de Boulogne-sur-Mer suivis, 50 % des alcooliques avaient subi un accident du travail entraînant une invalidité permanente partielle (IPP), contre 20 % chez les non-alcooliques).

### Pêche alimentaire ou de subsistance
La pêche de subsistance n'est pas insérée dans un système de commercialisation à l'échelle nationale et internationale. Elle est essentiellement tournée vers l'autoconsommation mais dans la mesure où elle n'exclut pas la commercialisation, elle fait partie d'une forme de pêche professionnelle. Les prises ne sont destinées ni à l'industrie agroalimentaire ni exportées. Elles sont en grande partie autoconsommées par les pêcheurs eux-mêmes et/ou vendues à la population locale. Elle demeure très présente dans les pays du Sud comme sur le sous-continent indien.[réf. nécessaire] La pêche aux crevettes à cheval à Ostdunkerque qui relève de ce type de pêche a été reconnue en 2013, patrimoine culturel immatériel de l'humanité.
La lutte contre la pêche illégale est considérée par le droit depuis longtemps. La pêche au poison, encore pratiquée en Amazonie, l'était aussi en Europe. En raison des dégâts qu'elle peut entrainer, une ordonnance de 1669 (de Colbert) l'interdit sévèrement. Celle-ci défend expressément « à toutes personnes de jeter dans les rivières aucune chaux, noix vomique, coque du Levant, momie et autres drogues ou appâts, à peine de punition corporelle ». Le délit de pêche commis dans un ruisseau particulier après le coucher et avant le lever du soleil, et à l'aide de substances vénéneuses, peut être poursuivi à la requête du ministère public. En 1847, la peine sévère de punition corporelle prononcée par cette ordonnance de 1669 sera jugée incompatible avec le droit pénal ordinaire qui suivra la Révolution, mais les braconniers pris sur le fait doivent payer de lourdes amendes.
En France (incluant alors un territoire actuellement belge), pour mettre fin à la surexploitation anarchique de la plupart des ressources en poissons des « fleuves et rivières navigables », Louis XIV, par l'ordonnance de 1669 sur les eaux et forêts rédigée par Colbert, fait obligation aux maitres-pêcheurs de se déclarer auprès des maîtrises des eaux et forêts (« reçus es sièges des maitrises par les maîtres particuliers ou leurs lieutenants »). De plus sur toute rivière navigable et flottable, l'ordonnance interdit aussi « à tous pêcheurs de pêcher aux jours de dimanche et de fête, sous peine de quarante livres d'amende ; et, pour cet effet, leur enjoignons expressément d'apporter tous les samedis et veilles de fêtes, incontinent après le soleil couché, au logis du maitre de communauté, tous leurs engins et harnois, lesquels ne leur seront rendus que le lendemain du dimanche ou fête après soleil levé, à peine de 50 livres d'amende, et d'interdiction de la pêche pour un an ». L'article 5 défend de pêcher de nuit (« en quels jours et saisons que ce puisse être, sauf aux arches des ponts, moulins et aux gords où se tendent des dideaux ». D'autres articles visent à protéger la ressource, par exemple en interdisant la pêche au moment « durant le temps de frai ; savoir, aux rivières où la truite abonde sur tous les autres poissons, depuis le 1er février jusqu'à la mi-mars, et aux autres, depuis le 1er avril jusqu'au 1er de juin » (les contrevenants outre 20 livres d'amende écopaient d'un mois de prison la première fois puis de deux mois en cas de récidive, puis du « carcan, fouet et bannissement du ressort de la maitrise pendant cinq années » à la troisième fois. trois espèces étaient encore si abondantes qu'elles font l'objet d'une exception à la pêche en temps de frai « saumons, aloses, lamproies ». De plus « Nul de ne pourra être reçu maitre pêcheur, qu'il n'ait au moins l'âge de vingt ans ». L'article 18 de l'ordonnance précise, concernant la pêche en forêt que la loi « défend à tous particuliers habitants, autres que les adjudicataires, qui ne pourront être que deux en chaque paroisse, de pêcher en aucune sorte, même à la ligne, à la main, ou au manier, ès eaux, rivières, étangs fossés, marais et pêcheries communes, nonobstant toutes coutumes et possessions contraires, à peine de trente livres d'amende, et un mois de prison pour la première fois, et de cent livres d'amende, avec bannissement de la paroisse en récidive ». Quelques dérogations à l'article 18 de l'ordonnance existeront, avec par exemple dans un canal à Bruxelles, un droit de pêche à la ligne pour les particuliers, selon les conditions d'un règlement municipal.
Plus généralement, cette même ordonnance de Colbert (Art 14) fait « inhibition à tous mariniers, contre-maître, gouverneurs, et autres compagnons de rivière conduisant leurs nefs, bateaux, besognes, marmois, flettes ou nacelles, d'avoir aucuns engins à pêcher, soit de ceux permis, ou défendus, tant par les anciennes ordonnances que par ces présentes, à peine de cent livres d'amende et de confiscation des engins » (que le bateau soit en mouvement ou à l'arrêt confirmera ensuite la jurisprudence,). Outre la pêche de subsistance décrite plus haut, et les différents types de pêche industrielle (pêche au thon, au chalut, etc.), une forme de pêche qui n'existe pas en France métropolitaine est la pêche à l'explosif. Très destructrice pour l'environnement, elle consiste à faire exploser une charge quelconque au milieu d'un endroit poissonneux, avant de récolter les animaux morts ou assommés. Elle n'est absolument pas sélective et endommage durablement l'écosystème marin ou fluvial, surtout les coraux ; de plus, elle fait fuir et peut blesser les mammifères marins.
À l'origine, les pirates somaliens étaient des pêcheurs. La déchéance de l'État somalien a laissé libre cours à une pêche sauvage de la part des flottes industrielles, accompagnée d'actes de violence. Privés de moyens de subsistance, les pêcheurs ont formé des associations de défense, et certains ont rejoint les bandes de pirates qui rackettaient les navires de pêche étrangers. Après de longues négociations internationales (juin 2008 à août 2009), sous l'égide de la FAO, un Accord sur les mesures du ressort de l’État du port est établi et ouvre à la signature durant un an, pour « prévenir, contrecarrer et éliminer la pêche illicite, non déclarée et non réglementée », approuvé par la Conférence de la FAO du 22 novembre 2009. C'est un des instruments prévus par l'Article XIV de l'Acte constitutif de la FAO. Il doit entrer en vigueur 30 jours après que le vingt-cinquième État l'ait ratifié. En France, l’État considère (2011) que « le braconnage dans le secteur de la pêche maritime de loisir a un impact économique direct sur le marché des produits de la mer, en introduisant des situations de concurrence déloyale au sein de la filière. La vente illégale des produits de la pêche de loisir constitue par ailleurs un obstacle à l’évaluation précise des prélèvements effectués sur la ressource halieutique, et perturbe les objectifs de gestion des stocks halieutiques. Elle peut être lourdement sanctionnée (sanction administrative et amende de 22 500 euros ». Le thon rouge et la civelle sont notamment visés par le décret.
Depuis le 17 mai 2011, à la suite de l’adoption de la Charte d’engagements et d’objectifs pour une pêche de loisir écoresponsable (signée le 7 juillet 2010) visant notamment à lutter « contre les ventes illégales de produits de la mer » et notamment pour assurer « la conservation et (…) l’exploitation durable des ressources halieutiques dans le cadre de la politique commune de la pêche » et, conformément à la règlementation de cette pêche pour limiter le risque de braconnage et de mise sur le marché de poissons pêchés dans le cadre d'une pêche de loisirs (dans les eaux sous souveraineté ou juridiction française, et que cette pêche soit pratiquée à pied, du rivage, sous-marine ou embarquée),, ces poissons, dès leur mise à bord (sauf ceux qui « sont conservés vivants à bord avant d’être relâchés » ; doivent être marqués (par ablation de la partie inférieure de la nageoire caudale). Les pêcheurs pratiquant depuis le rivage doivent exécuter ce marquage dès la capture, en veillant dans tous les cas à ce que le marquage n'empêche pas ensuite la mesure de la taille du poisson. Le non-respect du marquage expose à des sanctions. Le braconnage pourra en outre également être poursuivi au titre du travail illégal, travail dissimulé ou marchandage tels que définis par le code du travail,, ainsi que pour non-respect de la réglementation relative aux conditions d’exercice de la pêche maritime de loisir,. Le fait, « en connaissance de cause », d'« acheter les produits de la pêche provenant de navires ou embarcations non titulaires d’un rôle d’équipage de pêche ou de la pêche sous-marine ou à pied pratiquée à titre non professionnel » est aussi illégal, et « puni de 22 500 euros d’amende ».

### Pêche artisanale et pêche industrielle
Faute de définition consensuelle ou unifiée de la pêche artisanale, et faute de statistiques homogènes entre pays disposant de pêcheries, la FAO ne dispose pas de statistiques mondiales propres à la pêche artisanale. Pour différencier celle-ci de la pêche industrielle, certains pays (65 %) se basent sur la taille du navire, d'autres sur le tonnage de jauge brute, d'autres sur la puissance motrice, d'autres sur le type d'engins de pêche utilisés.
Il existe une grande disparité dans la taille des embarcations de pêche artisanale. Certaines sont équipées d'un moteur, d'autres non. On trouve en outre des plongeurs, des pêcheurs à la ligne opérant depuis le rivage, des pêcheurs de rivière ou de lac utilisant des outils identiques depuis des millénaires. La FAO estime à environ 25 millions le nombre de pêcheurs artisans. Si l'on considère qu'un emploi en mer induit trois emplois à terre, ce sont donc 100 millions de familles que la pêche artisanale fait vivre. Et, pour une moyenne de quatre personnes par famille, on peut dire que 400 millions de personnes vivent et mangent grâce à la pêche artisanale. Celle-ci permet de nourrir les familles directement, mais aussi de leur apporter un revenu par la commercialisation des produits, soit localement, soit par l'exportation. La plus grande partie de ces personnes comptent parmi les plus pauvres du monde : pour beaucoup d'entre elles, le revenu se situe en dessous d'un dollar par jour.
Pour l'Union européenne, la distinction entre artisans et industriels fait aujourd’hui l’objet de débats. Certains tentent de restreindre la notion de navire artisan (moins de 12 mètres, sans art traînant). D’autres estiment que, si distinction il doit y avoir, elle se situe entre ceux qui savent adapter leur activité en fonction des disponibilités de la ressource (et qui peuvent le prouver) et ceux qui estiment que le vivier est sans fond.

#### Outils

Banc de harengs.

La pêche professionnelle en mer demande un équipement et un navire adaptés à l'espèce cible et à la haute mer.
On distingue : la pêche aux traînants, comme les dragues, les chaluts, la senne danoise ; et la pêche aux dormants, comme les filets dérivants ou les casiers ainsi que d'autres spécialités comme la senne coulissante (ou bolinche) qui est un filet que l'on tourne autour du banc de poissons. La plupart du temps, un navire est adapté pour pêcher différents types de poissons afin d'assurer un cycle saisonnier et de suivre les différentes réglementations de pêche. Les technologies modernes permettent de faciliter les captures et d'améliorer le rendement des pêches (contrôle électronique du train de pêche, sondeurs multifaisceaux, sonars, radars, bouées de localisation par satellite ou simplement la réception de données par télécommunications par satellite en général). Ces techniques laissent de moins en moins de chance à la proie et contribuent à la surpêche.
Outils de pêche professionnelle :
- Outils de pêche actifs
  - Engins traînants comme les chaluts de fond et les chaluts pélagiques. Ce sont des outils constitués d'un filet en forme de poche dans lequel les prises viennent se loger.
  - Filets tournants sont des engins permettant d'encercler les poissons pélagiques. Ce sont représentés par la senne tournante non coulissante et la senne tournante coulissante.
- Outils de pêche passifs
  - Filets sont des outils verticaux dans lesquels les prises viennent se coincer. Ils sont représentés par les filets maillants et les trémails.
  - Lignes et les palangres, qui sont constituées d'un fil auquel est accroché un hameçon et un leurre ou un appât. On distingue les palangres de fond des palangres flottantes.
  - Pièges, qui sont des outils passifs tels que nasses et casiers.

#### En France

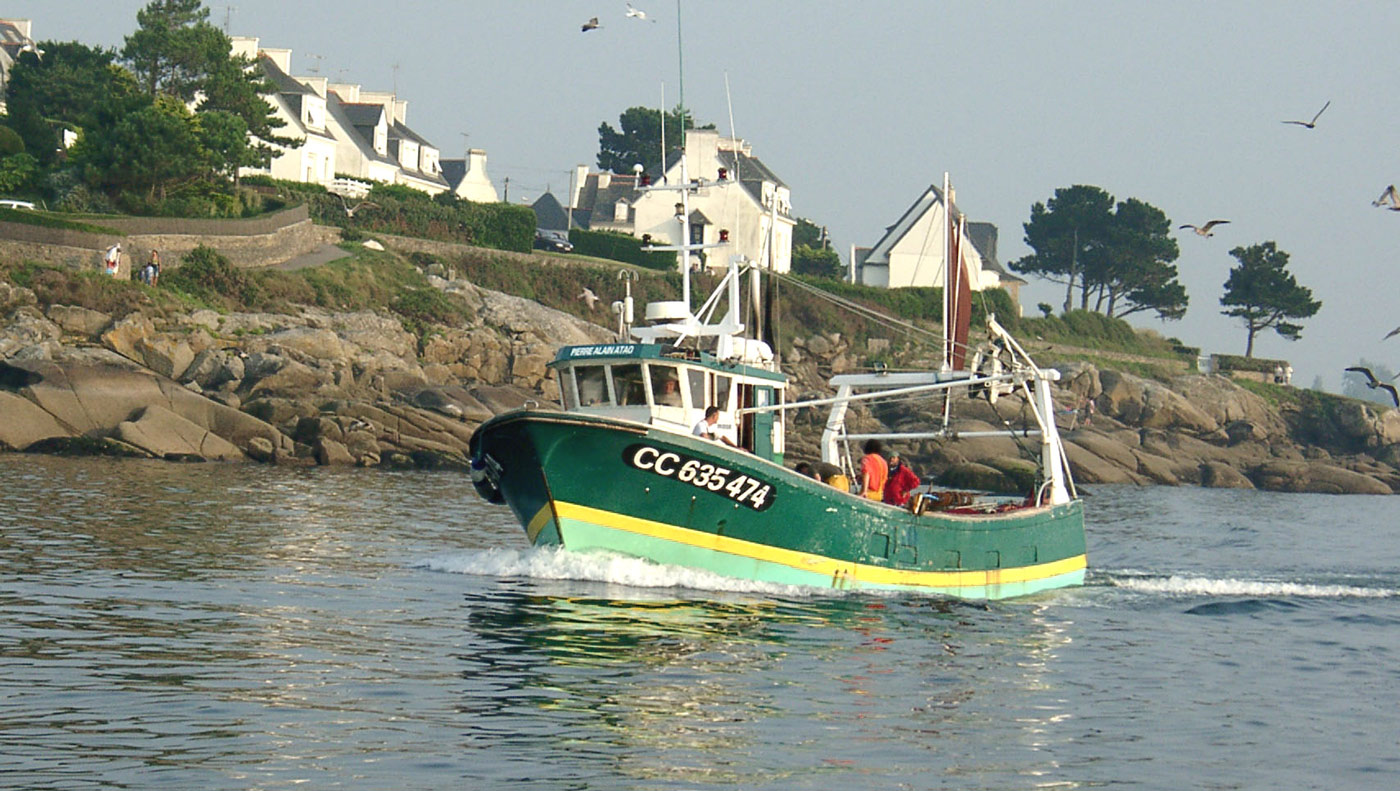
Bolincheur (14.30 mètres) artisanal (selon la norme française).

La France a une norme historique tout à fait originale puisqu'elle privilégie la notion de « patron propriétaire embarqué ». Elle distingue :
- La pêche artisanale, qui est la plus diversifiée, et occupe de nombreuses personnes. Un artisan est un patron embarqué, propriétaire du navire, possédant au maximum deux navires d'une longueur n'excédant pas 24 mètres[41]. La pêche artisanale française concerne donc des bateaux de petite et moyenne taille (6 à 24 mètres) et de nombreuses techniques. En son sein, il convient de distinguer encore : la pêche artisanale côtière, qui concerne les bateaux les plus petits (6 à 16 mètres), avec 1 à 4 hommes à bord, qui font des marées courtes (de quelques heures à 3 journées) ; et la pêche artisanale hauturière, un type de pêche hauturière lorsque le bateau passe plus de 96 heures d'affilée en mer. La pêche hauturière peut donc être artisanale. Elle concerne les navires de 16 à 24 mètres, avec un équipage de 5 ou 6 hommes, qui font des marées plus longues (de 8 à 15 jours).

- La pêche industrielle inclut une « pêche minotière » de poissons sauvages dits « poisson-fourrage » destinés à produire des farines de poisson et/ou de l'huile de poisson pour nourrir des porcs et volailles principalement, mais aussi pour alimenter des poissons piscivores élevés en piscicultures[42].
  - La pêche au large se pratique surtout sur des chalutiers de 30 à 50 mètres pour des marées de 10 à 15 jours, sur la plupart des plateaux continentaux et façades maritimes. Mais dans les petites mers telle que la Méditerranée, les sorties sont souvent réduites à 24 heures. Le poisson est très souvent conditionné à bord. On compte 10 à 25 hommes par bateau.
  - La grande pêche se pratique en haute mer pour des campagnes de pêche pouvant durer plusieurs mois, sur des bateaux atteignant 110 mètres de long, avec un équipage comptant jusqu'à 60 hommes dans le cas des navires-usines transformant le poisson à bord.

Pour la législation française, les catégories de navigation de pêche sont :
- Petite pêche : absence inférieure à 24 heures.
- Pêche côtière : absence comprise entre 24 heures et 96 heures.
- Pêche au large ou pêche hauturière : absence comprise entre 96 heures et 20 jours.
- Grande pêche : navires de jauge > 1000 tx ou absence supérieure à 20 jours pour les navires de plus de 150 tx de jauge[43],[44].

### Pêche en apnée
Une technique de pêche relativement marginale au niveau professionnel[réf. nécessaire], mais néanmoins historique, est à noter : il s'agit de celle que pratiquent les Amas, ces femmes japonaises pêchant des coquillages en apnée. Cette technique est également utilisée dans les lagunes languedociennes et sur le littoral notamment pour le biju (ou violet), la chasse et la pêche sous-marine étant strictement interdites aux plongeurs avec bouteilles.[réf. nécessaire] Si cette tradition tend à disparaître,[réf. nécessaire] le fait de plonger pour se nourrir ou faire du commerce a certainement été le premier type de pêche.[évasif] On trouve des traces de cette activité datant de la Préhistoire en Méditerranée, en Corée et en Terre de Feu.[réf. nécessaire] Aujourd'hui, il s'agit majoritairement d'un loisir ou d'un sport.

### Pêche récréative
La pêche récréative est la pêche qui n'est pas considérée comme étant une pêche commerciale.
« Pêche de loisir » et « pêche amateur » sont des termes possédant la même définition. En France, la pêche récréative en mer (ou pêche maritime de loisir) ne nécessite aucun permis, contrairement à la pêche de loisir en eau douce qui demande l'achat d'un permis de pêche.
La pêche à la ligne récréative est la pratique de la pêche avec une ligne et un hameçon, avec ou sans canne (ligne tenue à la main), avec remise à l'eau du poisson ou non (contrairement à la pêche à la (longue) ligne, commerciale ou non commerciale : pêche à la traîne, et pêche aux gros, notamment).
Selon les estimations en provenance du Québec, la pratique consistant à attraper et relâcher les poissons tue jusqu’à 50 % des poissons relâchés qui meurent en raison de leurs blessures et de la manipulation. Dans le cas des truites mouchetées, 1,6 million d’individus meurent après être relâchés dans un lac chaque année au Québec.
La pêche récréative dépend souvent de l’ensemencement ou réempoissonnement des lacs. Au Québec, 5 millions de truites d'élevage sont ensemencées chaque année pour la pêche sportive dans des lacs où la population de poissons est faible. Comme ces poissons sont souvent d'une même lignée, leur taux de survie est moins fort et ils nuisent à la biodiversité.

#### Pêche sportive
La pêche sportive nécessite une licence sportive.

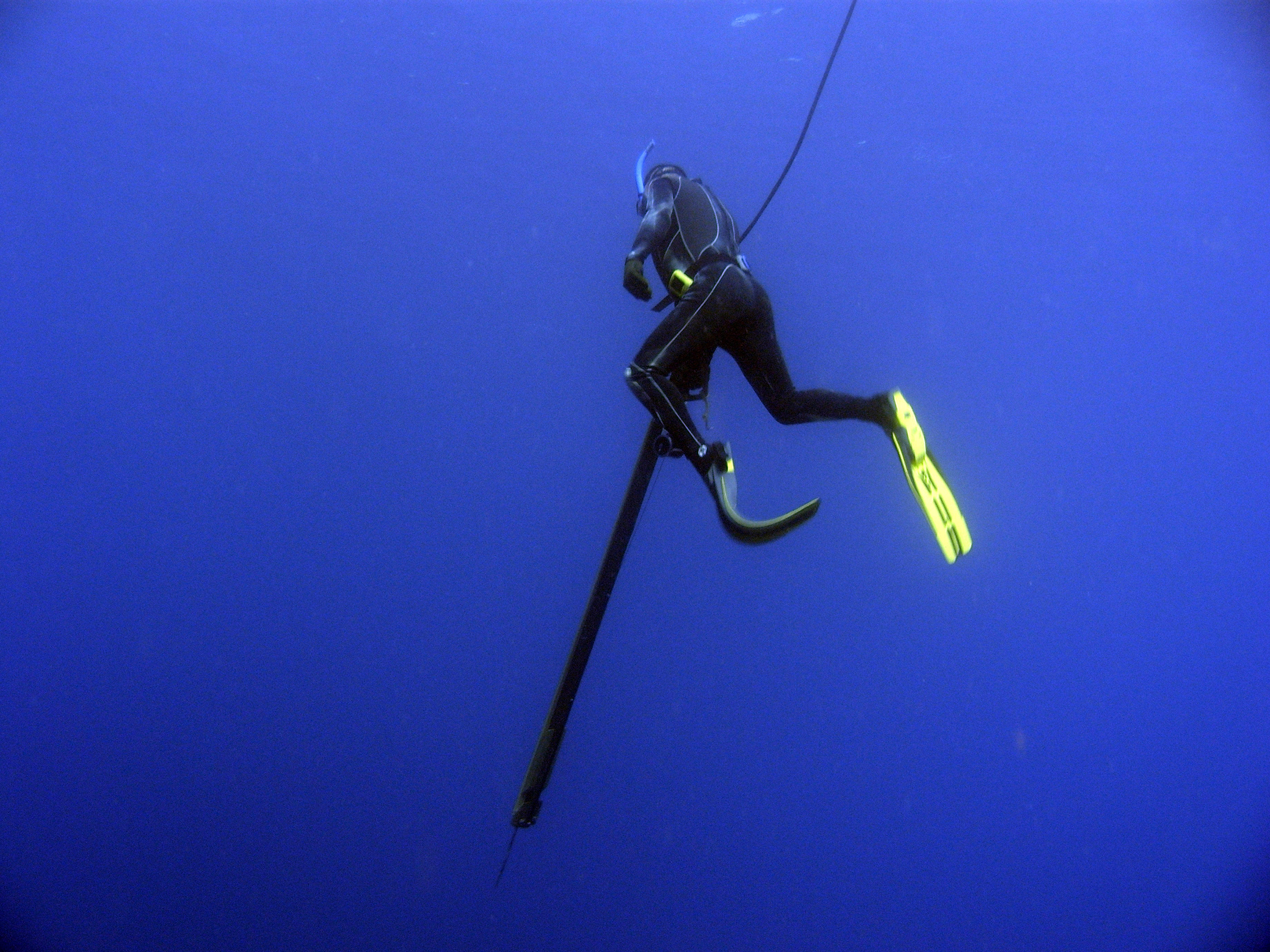
Pêcheur sous-marin.

La pêche sous-marine est une forme de pêche, un sport nautique marin qui consiste à flécher (on dit aussi « tirer » ou « harponner ») sous l'eau certains poissons et céphalopodes ainsi qu'à prélever à la main certains crustacés, mollusques et échinodermes. Dans de nombreux pays, tels la France, la chasse sous-marine se pratique uniquement en apnée, les législations nationales interdisant généralement l'usage de tout appareil permettant de respirer en plongée.

#### Pêche en bateau

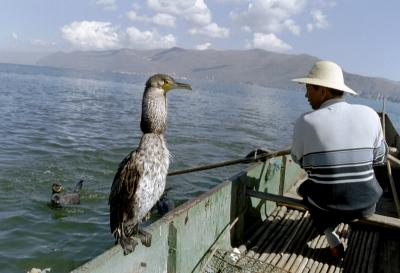
Pêche au cormoran sur le lac Erhai (Yunnan, Chine).

Il existe plusieurs types de pêches en bateau.
La pêche à la palangrotte (petite palangre) se pratique sur une embarcation au mouillage. La palangrotte est composée d'une ligne mère et de quatre ou cinq hameçons placés au bout de brassoles espacés entre eux d'environ un mètre. Les appâts sont descendus sur le fond à l'aide d'un lest, dès que le plomb placé en bout de palangrotte touche le fond on le remonte un peu pour tendre la ligne. Cette pêche se pratique à la main (ligne tenue à la main) ou avec une canne courte. On peut, sur un même bateau, pêcher avec plusieurs palangrottes. En mer Méditerranée, les poissons recherchés sont les girelles, les serrans, les rascasses et les vieilles. La palangrotte est le mode de pêche préférentiel pour qui souhaite préparer une bouillabaisse. Sur le bas de ligne sont placées à intervalle régulier plusieurs potences armées d'hameçon de taille 8 à 12. Les appâts pour la palangrotte : Principalement des vers de mer (néréide, mourron, ver américain), des morceaux de poisson et des tronçons d'encornet.
La pêche au cormoran, est un autre type de pêche, pratiqué entre autres en Chine sur le lac Erhai dans le Yunnan ou sur la rivière Li. Le cou du cormoran est ligaturé afin que ce dernier ne puisse pas ingurgiter le poisson. À chaque capture il suffit alors au pêcheur d'attirer à lui le cormoran tenu en laisse et de se saisir du poisson.
Aussi appelée « rocaille » dans certaines régions (Normandie, Picardie), trec'h (reflux, jusant) en Bretagne, la pêche à pied se pratique uniquement à marée basse, et consiste à la capture, à la main ou à l'aide d'outils, de crustacés et de céphalopodes. On pourra différencier deux grands type de pêche en fonction de l'environnement, à savoir : aux coquillages et aux crevettes sur les plages de sable (exemple : la baie du Mont-Saint-Michel) ; et aux crustacés, coquillages et crevettes sur les plages avec des rochers.

### Pêche électrique

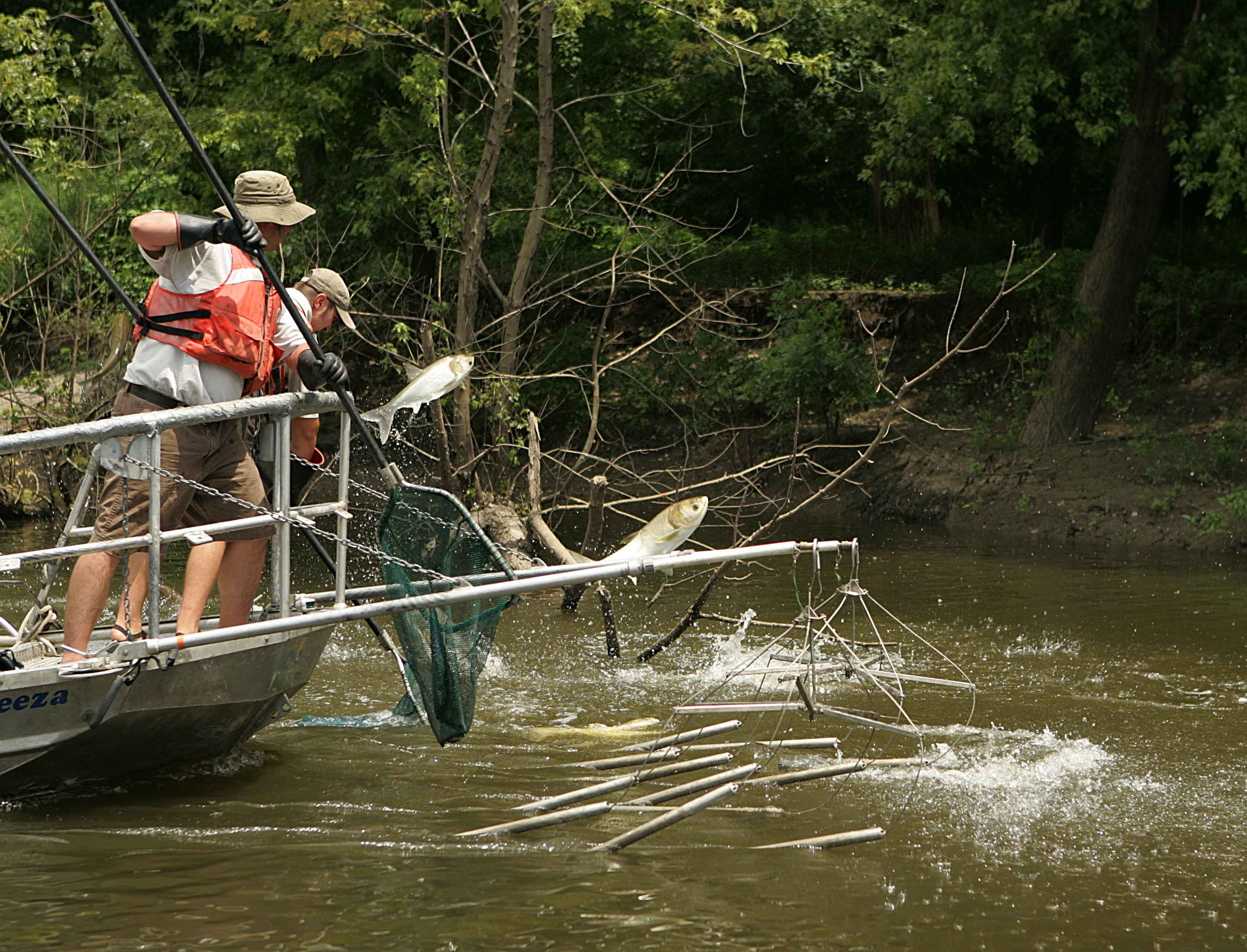
Pêche électrique aux États-Unis pour lutter contre une espèce invasive de carpe asiatique.

La pêche électrique en rivière, via un courant de faible intensité diffusé dans le cours d'une rivière à l'aide d'une perche conductrice terminée par un anneau alimentée par une batterie choque le poissons, suffisamment pour qu'ils viennent flotter à la surface d'où il peut facilement être récupéré grâce à une épuisette. Cette technique n'est légalement utilisée que pour réaliser des études sur les ressources halieutiques : comptage, mesures, pesée et éventuellement baguage. C'est donc une méthode à seul but scientifique et les poissons, après avoir retrouvé leurs « esprits » et avoir été ré-oxygénés sont relâchés dans leur milieu naturel. En Europe, elle est réservée aux seules autorités halieutiques compétentes. Au Québec, il faut un permis spécial délivré par le Ministère pour la capture des animaux sauvages à des fins scientifiques, éducatives ou de gestion de la faune.
En mer, des projets, prototypes de divers types,, et tests d'adaptation de systèmes d'impulsion électrique (entre 10 et 20 volts) à la pêche au chalut de fond en mer existent depuis la fin du XXe siècle (1998). Le principe est que la partie avant du chalut, garnie d'électrodes, engendre un champ électrique faisant que le poisson plat ou la crevette se décolle du fond pour être « cueilli » par le filet qui suit, au lieu d'utiliser des chaines qui remuent le fond et pour forcer les poissons à entrer dans le filet. En Europe, une interdiction européenne de la pêche électrique a freiné le développement de cette technique, mais des tests ont été faits ou proposés aux Pays-Bas, en Flandre belge ou France dans les années 2000 cette solution pour récolter des crustacés de fonds (crevettes en l'occurrence) ou des poissons plats.
Selon les promoteurs de cette technique, les tests faits en Europe, avec un chalutier (UK 153) tirant deux chaluts à impulsions électriques sont prometteurs ; Avec la pêche électrique en mer, les chaluts et le matériel de trait sont allégés, en diminuant la consommation de carburant du bateau (20 à 40 % de moins), avec beaucoup moins de perturbation du fond, et moins de captures accessoires à rejeter. Les poissons de fond ne sont pas tués ni paralysés par l'électricité (comme avec la pêche électrique de comptage), mais sont forcés à décoller du fond, ce qui permet d'utiliser un chalut endommageant moins le fond ; un chalut équipé d'une générateur d'impulsions électriques n'aurait en effet plus besoin de racler la couche superficielle de sable ou vase qui est aussi l'habitat d'autres espèces, dont les poissons plats et un grand nombre d'autres organismes. L'expérience ayant montré qu'en présence d'un champ électrique assez intense, la crevette a le réflexe de « sauter » au-dessus de fond, ce qui permet une collecte plus aisée (sans limiter le risque de surpêche). Ce mode de pêche se développerait aussi en Chine (qui disposait de 3000 bateaux de pêche à la crevette opérant en zone tropicale dans les années 1990) où il a pu contribuer à la diminution de la ressource halieutique, sans que d'éventuels impacts indirects de ces méthodes semblent avoir été étudiés.
Pour la pêche en mer, le système aurait été inventé par Piet Jan Verburg (Colijnsplaat) en 1998 et si les premiers tests européens laissent penser que le nombre d'individus capturés est moindre (le turbot répondrait bien, mais la plie moins bien), en revanche, les poissons n'étaient pas abîmés par le procédé et ils se sont mieux vendus aux enchères, avec un bénéfice globalement légèrement supérieur pour le pêcheur.

## Rejets de pêche
Le rejet de pêche est la « fraction capturée par un engin de pêche et non débarquée » (poisson endommagé, organismes non ciblés, tailles non réglementaires, captures accessoire et accidentelle (petits cétacés et tortues, notamment, mais aussi requins, dauphins). Dans le cas du caseyage, les organismes rejetés vont survivre en grande partie, mais dans le cas des pêches au filet ou même au chalut, une faible partie des poissons serrés dans la chaussette du chalut survivront à un rejet en mer. À cause du stress induit par l'action de pêche, ou parce que les organismes sont déjà morts arrivés sur le pont, une partie des organismes pêchés ne survivront pas après avoir été rejetés en mer.
Ces rejets « correspondent donc, pour partie, à la mortalité induite par les engins de pêche et doivent être intégrés dans les évaluations pour éviter des biais dans les prédictions » nécessaire à la bonne gestion des stocks halieutiques. Ces rejets qui varient beaucoup selon les lieux, la température de l'eau, les modes de pêche et la saison ou encore selon les espèces (les grands filets sont immergés de deux à six jours, or par exemple la lingue  se dégrade vite après deux ou trois jours d'immersion piégée dans le filet alors que la baudroie résiste mieux) sont sources de critiques quant à l'éthique environnementale. En tant que gaspillage économique et écologique ils font également l'objet d'études pour les limiter (par exemple par des modes de pêche et engins plus sélectifs, ou par l'établissement de cantonnements permettant de mieux cibler la ressource ou l'âge des poissons pêchés…).

## Réglementation
La réglementation varie selon les pays et les pêcheries, et selon le fait que le navire pêche dans des eaux territoriales ou internationales.

### Union européenne
845 règlements et décisions communautaires concernent directement ou indirectement la pêche professionnelle maritime. La politique commune de la pêche (ou PCP) est entrée en vigueur en 1983. Elle pourrait être revue après l'adoption fin avril 2009 par la Commission européenne de son livre Vert de la pêche, sous-titré Réforme de la politique commune de la pêche qui reconnait que 88 % des stocks européens sont surexploités (contre une moyenne mondiale de 25 %) et 30 % sont « hors des limites biologiques de sécurité. » L'Union européenne lance une consultation publique clôturée le 31 décembre 2009.
À bord d'un navire de pêche d'un État membre, le repos journalier, la durée maximale hebdomadaire de travail et le travail de nuit sont réglementés, mais avec dérogation ; Dans tous les cas, la moyenne hebdomadaire de travail ne doit néanmoins « pas dépasser quarante-huit heures sur une période de référence de un an. Le nombre maximal d'heures de travail est de quatorze heures par période de vingt-quatre heures et soixante-douze heures hebdomadaires. Le nombre minimal d'heures de repos n'est pas inférieur à dix heures quotidiennes et soixante-dix-sept heures hebdomadaires. Des dispositions nationales, des conventions collectives ou des accords avec les partenaires sociaux fixent le nombre limite d'heures dans ces deux domaines. Au plus tard en 2009, la Commission réexamine les dispositions dans ce domaine. »
L'organisation commune du marché des produits de la pêche et de l'aquaculture est créée dans le cadre de la politique agricole commune, et comprend quatre éléments :
- les normes communes de commercialisation des produits de la pêche (qualité, emballage, étiquetage) ;
- les organisations de producteurs destinées à contribuer à la stabilisation des marchés ;
- le soutien des prix, qui fixe des minimums au-dessous desquels il est interdit de vendre les produits de la pêche ;
- des règlements portant sur le commerce avec les pays tiers.

Le 12 juillet 2005, la Cour de justice européenne a condamné, à la demande de la Commission européenne, la France à une amende pour violation de la législation communautaire concernant la protection des stocks de poissons risquant de disparaître. La France doit régler une somme forfaitaire de 20 millions d'euros pour avoir failli « de façon grave et persistante à ses obligations communautaires en matière de pêche ». Elle doit aussi payer 57,8 millions d'euros supplémentaires pour chaque période de violation de six mois en plus.

### Contrôles
Ils prennent des formes différentes selon les pays mais visent généralement à la fois à limiter le braconnage et la surpêche. Les contrôleurs veillent à la conformité des lieux et saisons de pêche, des tailles des prises, du lieu, profondeur, et durée d'immersion de l'engin de pêche et du nombre et type d'engin (type de filet et de maillage et des dispositifs auxiliaires, nombre de lignes et d'hameçons, etc.). Ils vérifient quand ils le peuvent le respect des TAC, du rejets des prises accessoires et des captures de poisson sous-dimensionné, du journal de bord et du registre de production, etc. avec signalement d'indice d'infraction apparente) et à éviter la concurrence déloyale ainsi qu'à améliorer la sécurité des pêcheurs. Dans certains cas, des observateurs à bord peuvent être présent (États-Unis, Canada, Europe…) pour veiller au respect de la loi du pays, de normes internationales et/ou du pays étrangers dans les eaux duquel la pêche est pratiquée, avec généralement un rôle complémentaire d'acquisition de données scientifiques (prélèvements, analyses de taille, parasitoses, etc.).
Ils se font in situ, à partir des déclarations faites par les pêcheurs et en France sous le contrôle des affaires maritimes et des préfets maritimes. L'imagerie et les outils satellitaires commencent à être utilisés. Par exemple, en France, le Centre régional opérationnel de surveillance et de sauvetage (CROSS) d'Étel est chargé de surveiller les pêches françaises du monde entier par satellite. En 2008, environ 1 000 navires français de plus de 15 m sont ainsi suivis (position, cap, vitesse) via Inmarsat ou Argos. En zone à risque de piratage, les données sont aussi communiquées à la marine de guerre qui peut assurer la sécurité des pêcheurs. Cette approche devrait se développer dans le cadre du programme Copernicus. La France a été condamnée le 12 juillet 2005 à payer 20 millions € par la Cour européenne de justice pour manquement grave aux dispositions de la PCP (Politique commune des pêches), avec astreinte semestrielle de 57 millions d'euros.

## Aspects économiques

Développement de l'aquaculture. La croissance de la production aquacole de poissons destinée à la consommation humaine est telle que depuis 2014, cette production a dépassé la production de la pêche de capture.

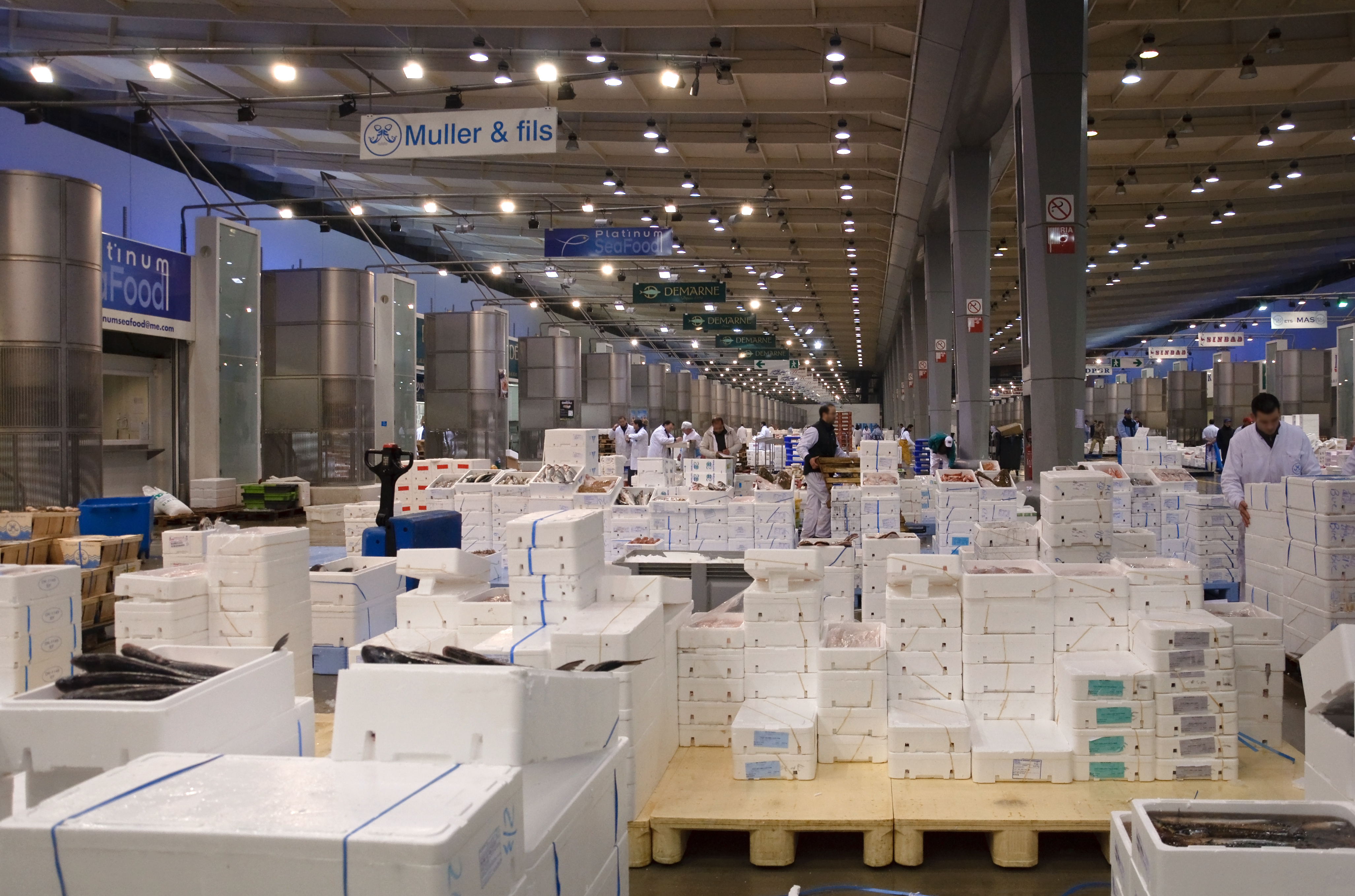
Poisson en vente au pavillon de la marée du marché international de Rungis.

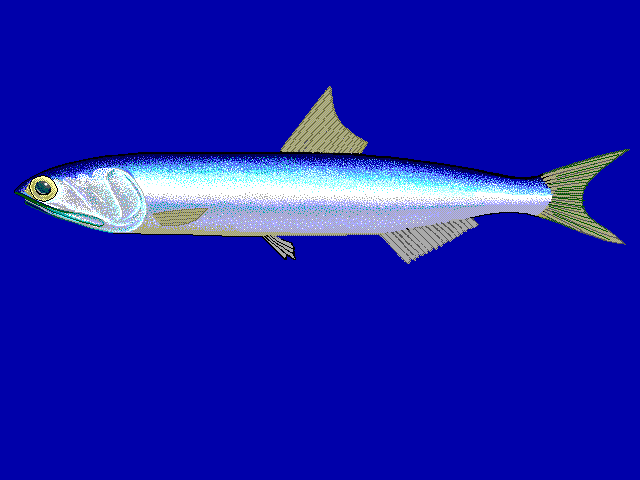
Engraulis ringens ou Anchois du Pérou, l'espèce la plus pêchée au monde.

La pêche et la consommation de poisson sont en constante augmentation depuis les années 1950. Selon la FAO, en 2000, 142,5 millions de tonnes de poissons ont été pêchés, dont 96,7 sont utilisés pour la consommation humaine (soit 16,2 kg par habitant), le restant étant destiné aux produits alimentaires, en particulier la fabrication de farine et d'huile de poisson. En 2013, la production s'était élevée à 162,8 millions de tonnes.
Sur ce total de 162,8 millions de tonnes, 92,6 sont pêchées (pêche continentale ou marine) et 70,2 (soit 43 %) viennent de l'aquaculture. L'exploitation des poissons des grands fonds s'est sensiblement accrue et a pris une certaine importance économique (en France dans les années 1980) mais le total des captures est en régression, comme la ressource,. Les poissons pêchés proviennent à 90 % du plateau continental.
|             | Pays         | Production | % mondiale |
| ----------- | ------------ | ---------- | ---------- |
| 1           | Chine        | 62,576     | 37,4 %     |
| 2           | Indonésie    | 10,691     | 6,4 %      |
| 3           | Inde         | 9,603      | 5,7 %      |
| 4           | Viêt Nam     | 6,316      | 3,8 %      |
| 5           | États-Unis   | 5,410      | 3,2 %      |
| 6           | Birmanie     | 5,047      | 3,0 %      |
| 7           | Japon        | 4,410      | 2,6 %      |
| 8           | Russie       | 4,396      | 2,6 %      |
| 9           | Chili        | 3,807      | 2,3 %      |
| 10          | Norvège      | 3,788      | 2,3 %      |
| 11          | Pérou        | 3,714      | 2,2 %      |
| 12          | Bangladesh   | 3,548      | 2,1 %      |
| 13          | Philippines  | 3,139      | 1,9 %      |
| 14          | Thaïlande    | 2,704      | 1,6 %      |
| 15          | Corée du Sud | 2,218      | 1,3 %      |
| 16          | Malaisie     | 1,744      | 1,0 %      |
| 17          | Mexique      | 1,723      | 1,0 %      |
| 18          | Égypte       | 1,482      | 0,9 %      |
| 19          | Danemark     | 1,414      | 0,8 %      |
| 20          | Espagne      | 1,404      | 0,8 %      |
| Total Monde | Total Monde  | 167,229    | 100,0 %    |

Les principales espèces pêchées ont été en 2000 :
- l'anchois péruvien, 11,3 millions de tonnes ;
- le Colin d'Alaska, 3,0 ;
- le hareng de l'Atlantique, 2,4 ;
- le listao (thon tropical), 1,9 ;
- l'anchois japonais (en), 1,7 ;
- le chinchard du Chili, 1,5 ;
- le poisson sabre commun, 1,5 ;
- le maquereau espagnol, 1,5 ;
- le capelan, 1,5 ;
- le merlan bleu, 1,4.

En France, selon les chiffres de 2004 de l'Office national interprofessionnel des produits de la mer OFIMER, le secteur de la pêche emploie 21 000 marins pour 6 000 navires. 40 criées réparties le long du littoral gèrent les produits pêchés, d'une valeur globale de 1,12 milliard d'euros. Ceux-ci sont distribués par 380 entreprises de mareyage et 290 entreprises de transformation. Cependant, les poissons (d'eau douce et/ou marins) vendus doivent respecter des critères stricts tant sur le plan sanitaire que médicamenteux. Ces législations semblent mieux respectées en eau de mer qu'en eau douce. L'accompagnement des filières, quand il existe, ne semble pas avoir été suffisant pour leur permettre de respecter l'évolution législative en France et dans d'autres pays.
En 2004, la flotte de pêche mondiale comportait environ 4 millions d'unités, dont 1,3 mio d'embarcations pontées et 2,7 mio non-pontées. Parmi ces dernières, un tiers étaient mécanisées (moteur hors-bord le plus souvent), le reste étant des bateaux traditionnels à voile ou à rame. Parmi les bateaux pontés, 86 % opèrent en Asie, 7,8 % en Europe, 3,8 % en Amérique du Nord et Amérique centrale, 1,3 % en Afrique, 0,6 % en Amérique du Sud et 0,4 % en Océanie. Depuis la forte expansion des années 1970 à 1980, la flotte tend à se stabiliser, surtout dans les pays développés.

### Données 2019
Selon la FAO, en 2019, 177,8 millions de tonnes de poissons, mollusques, crustacés et autres animaux aquatiques ont été pêchés, dont 89 % sont utilisés pour la consommation humaine directe (soit 20,3 kg par habitant), les 11 % restants étant destinés aux produits alimentaires, en particulier la fabrication de farine et d'huile de poisson. En 2013, la production s'était élevée à 162,8 millions de tonnes.
Sur ce total de 177,8 millions de tonnes, 92,5 sont capturées, et 85,3 millions de tonnes viennent de l'aquaculture.
|   | Pays                 | Production            |
| - | -------------------- | --------------------- |
| 1 | Chine                | 14 millions de tonnes |
| 2 | Indonésie            | 7,5 Mt                |
| 3 | Inde                 | 5,45 Mt               |
| 4 | Fédération de Russie | 4,97 Mt               |
| 5 | Pérou                | 4,81 Mt               |
| 6 | États-Unis           | 4,80 Mt               |
| 7 | Vietnam              | 3,43 Mt               |

Les principales espèces pêchées ont été :
1. l'anchois péruvien ; 4,25 Mt ;
2. le Colin d'Alaska ; 3,5 Mt ;
3. le listao (thon tropical) ; 3,44 Mt ;
4. l' Albacore (thon tropical) ; 1,58 Mt ;
5. le hareng de l'Atlantique ; 1,56 Mt ;
6. le merlan bleu ; 1,52 Mt ;
7. la sardine commune ; 1,5 Mt.

La flotte de pêche mondiale comportait environ 4,29 millions d'unités, 67 % de tous les navires de pêche se trouvent en Asie suivie de l'Afrique pour 23%.
Les pays développés ont absorbé 67 % de la valeur totale des importations mondiales de poisson, les États-Unis et le Japon en tête avec respectivement 15 % et 11 %. Les principaux exportateurs étant la Chine, la Norvège, le Vietnam et l'Inde.

## Soutenabilité et impacts divers

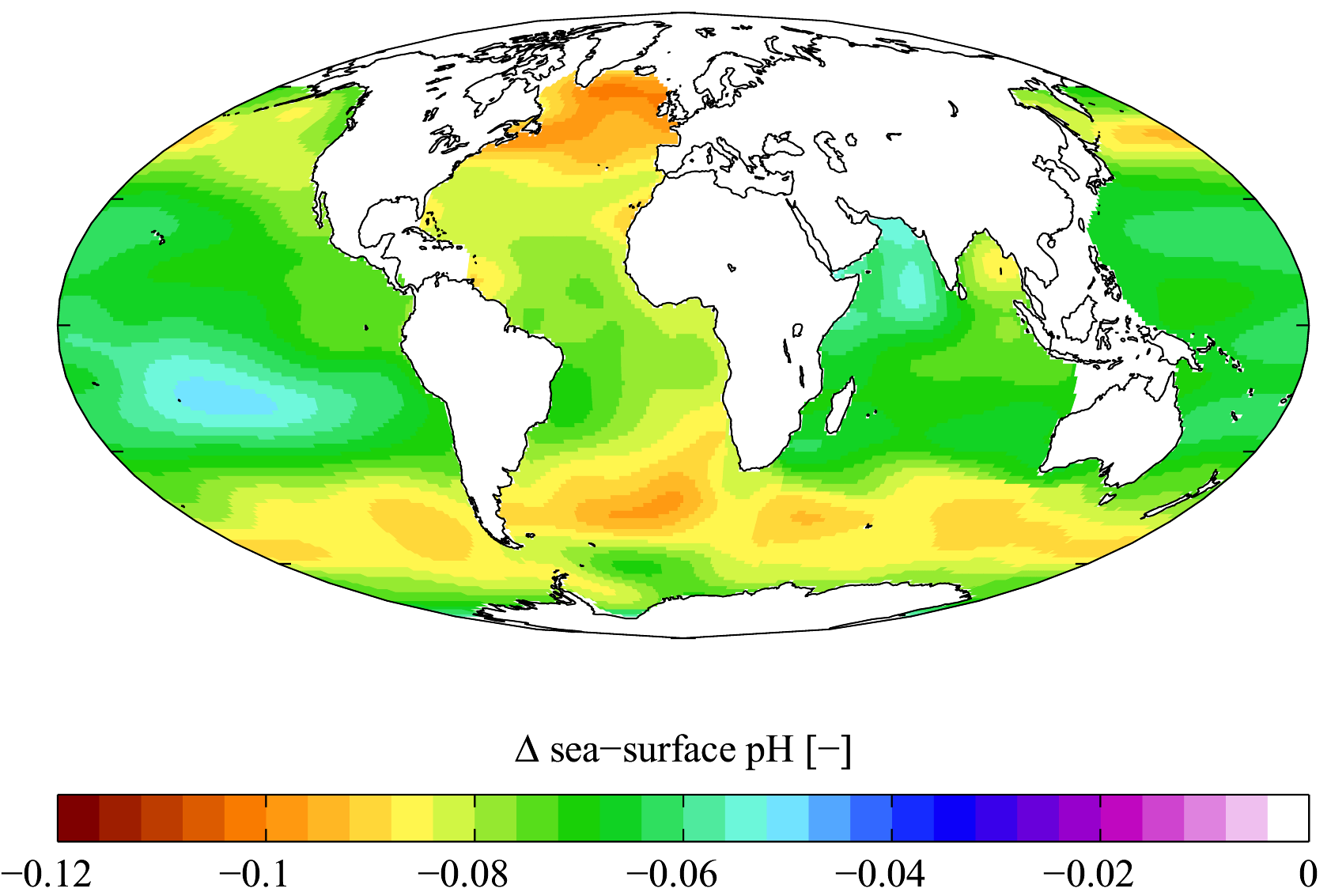
La pêche est confrontée aux dérèglements climatiques, mais aussi à la modification du pH des océans.

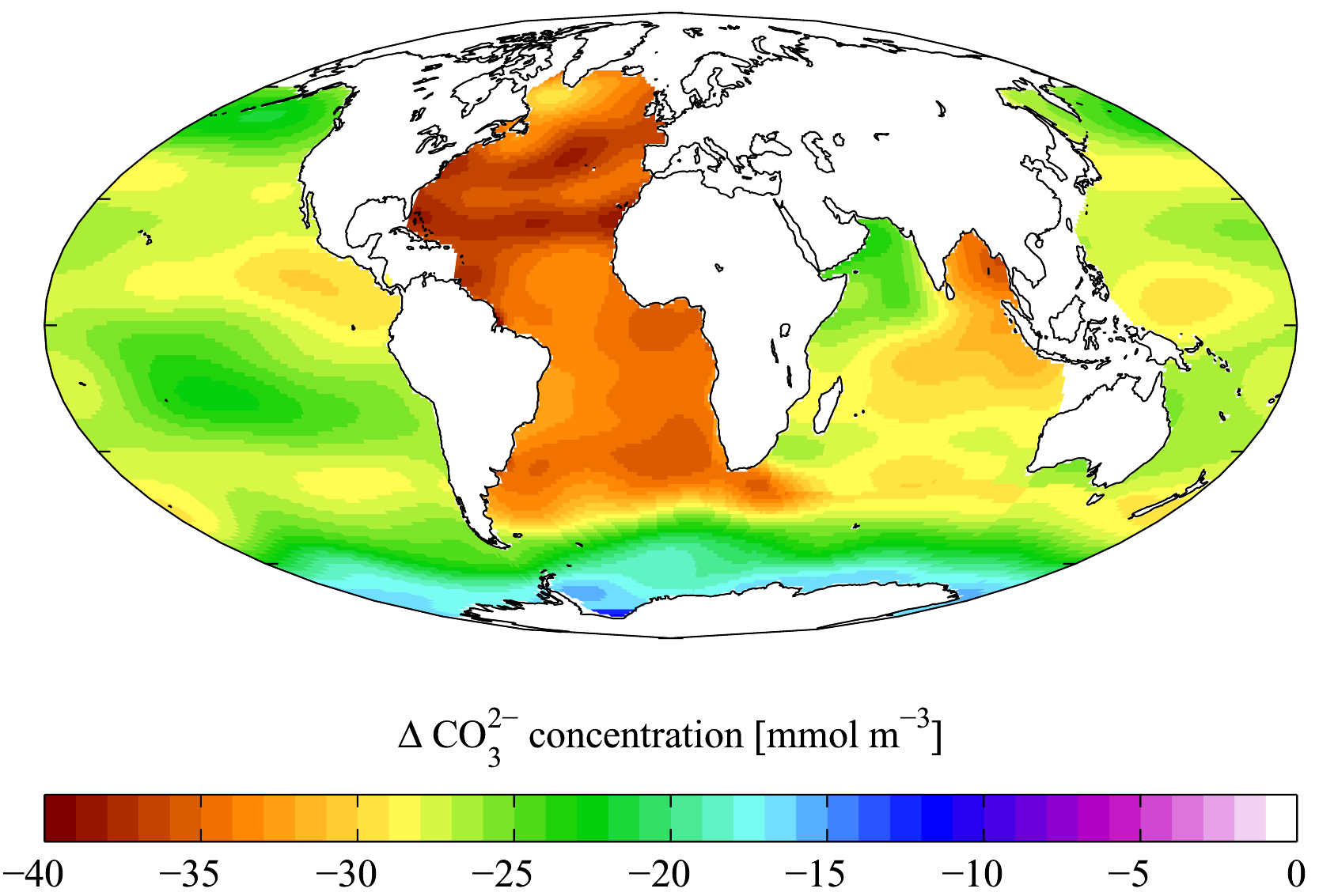
Les modifications de teneur de l'eau en ion carbonate pourraient aussi influer sur la composition et la répartition des peuplements halieutiques.

La pêche a de nombreux impacts environnementaux. Les premiers symptômes de surexploitation des mers apparaissent au XIXe siècle avec la régression de certains cétacés (baleines, cachalots) et poissons (saumons en particulier) puis avec la quasi-disparition des baleines victimes de la surpêche des navires baleiniers. Dans les années 1970, la morue des Grands Bancs de Terre-Neuve, pêchée à une échelle presque industrielle depuis plus de 200 ans et qui semblait une ressource inépuisable, disparaît à son tour. Ce qui crée également l'effondrement de la pêcherie de morue à Terre-Neuve. Depuis les années 1950, l'envolée démographique et économique du XXe siècle a entraîné une croissance des pêcheries qui butte désormais dans de nombreuses régions sur la disparition du poisson. Le nombre de bateaux et de pêcheurs a diminué dans nombre de pays, mais ils sont bien plus efficaces et mieux équipés, ce qui a aggravé la pression sur les stocks halieutiques. Les flottes de pêche industrielle se sont alors tournées (années 1980-1990) vers des poissons moins connus ou moins appréciés du public, quitte à les transformer avant leur mise sur le marché (surimi). La pêche profonde exploite ainsi déjà les poissons des grands fonds et des navires industriels explorent les mers les plus éloignées des ports (îles Kerguelen, etc.) Mais ces ressources lentement renouvelables sont elles-mêmes déjà menacées de surexploitation.
Des expériences de pêche plus sélective et diminuant les prises accessoires ou accidentelles de cétacés (par les pingers notamment) sont tentées pour une « pêche durable ». Dans les années 1970 à 2000, sous l'égide de l'ONU et de la FAO, de nombreux pays développés ont renforcé leur réglementation pour limiter les volumes pêchés (politique de quotas ou TAC), et encouragé une pêche plus sélective, en s'appuyant sur une approche écosystémique, et des analyses scientifiques de l'état des stocks halieutiques et de leur renouvelabilité. Les poissons de grands fonds font partie de ceux qui régressent le plus vite.
À partir de 1983, l’Union européenne encourage une diminution des capacités de sa flotte de pêche pour limiter la surexploitation des stocks. La France divise ainsi par deux sa flotte en 20 ans, mais en augmentant la capacité individuelle de pêche des navires. Cette tendance se poursuit en métropole, mais la flotte reste relativement stable en France d'outre mer. Les pêcheurs de métropoles ont ainsi débarqué en 2003 selon la FAO 622 477 t de poissons, crustacés, mollusques et autres produits de la mer (chiffre d'affaires : 1,14 milliard €). En 2003, la flotte de pêche française a fait 7 % de ses captures en Méditerranée, moins de 2/3 en Atlantique Nord-Est, et environ 30 % en zone tropicale (Atlantique et océan Indien).
Le 28 octobre 2008 et pour deux ans, le Conseil de l'Europe décide de réduire ses quotas de pêche ou TAC (Total autorisé de capture) pour les grands fonds. Les TAC pour le requin des profondeurs sont réduites de 50 % et seront nulles en 2010. La pêche du poisson empereur pourrait être interdite en 2010 aussi et les quotas devraient pour le grenadier être réduits de 15 % en 2009 et de 5 % en 2010. Sur certaines zones un observateur devra être à bord lors de la pêche à la lingue bleue qui fera aussi l'objet d'une réduction de quotas.
Des labels environnementaux tels que le MSC (Marine Stewardship Council) sont créés pour y contribuer. Pour Greenpeace, l'état du stock de thon rouge en Méditerranée est un constat d'échec des dispositifs de gouvernance de la ressource par les Organisations régionales des pêcheries (ORP). Quelques espèces en forte régression à cause de la surpêche font l'objet de plans de restauration (incluant éventuellement des réintroductions) visant à restaurer une population viable par la mise en œuvre d'actions coordonnées sur tout ou partie de leur aire de répartition (exemples : esturgeon d'Europe, cabillaud ou anguille d'Europe par exemple).
La pêche industrielle prive les oiseaux de mer (pétrels, sternes, frégates, manchots, etc.) de leur alimentation. Leur population a décliné de 70 % entre 1950 et 2010.
En 2018, 88 % des stocks de poisson européens sont surexploités, de sorte que leur capacité à se reconstituer est menacée.

### Aspects évolutifs
- Observations et changements évolutifs : On observe un effondrement des stocks des populations de poissons surexploitées. La population pour laquelle la pêche a eu la répercussion la plus importante est la morue (Gadus morhua) dont le stock a diminué de 90 % entre 1970 et 1990. Pour cause, la pêche exponentielle qui a eu lieu sur les bancs de Terre-Neuve du XVIe siècle au XXe siècle[85]. Pour la première fois un moratoire interdisant totalement la pêche d'une espèce commerciale a été décidé dans l'espoir de reconstituer la population initiale[86]. Cependant l'arrêt de la pêche n'a pas eu l'effet escompté, en effet il n'y a pas eu de phénomène de reprise démographique et la population n'a fait que se maintenir à des niveaux très faibles. Le fait que l'on n'observe pas de reprise pourrait être dû à des effets évolutifs induits par la pêche qui ne seraient pas rapidement réversibles. En effet, il a été constaté une diminution de l'âge et de la taille à maturité ainsi qu'une diminution de la taille moyenne des individus[87]. Par exemple, l'âge à la maturité chez les morues du nord-ouest de l'Atlantique est passé de 6 ans à 5 ans entre 1985 et 1995[86].

- Mise en évidence expérimentale de l'impact de la pêche : Des expériences ont été menées pour vérifier l'impact de la pêche sur ces modifications. Elles ont abouti à la conclusion que le régime de sélection en fonction de la taille des individus imposée par la pêche, entraînait comme réponse adaptative une diminution de leur taille moyenne[88]. Comme la taille est reliée à de nombreux autres paramètres qui influent sur la survie et la fécondité et donc sur la fitness[89]. Ces phénomènes pourraient expliquer la stagnation démographique de la population de morue malgré l'arrêt de la pêche.

- Mise en évidence des pressions de sélections exercées par la pêche[90] : La pêche exerce donc des pressions de sélection sur la taille, l’âge et maturité sur les poissons, qui différent selon le type de navire de pêche utilisé et selon le lieu de la pêche. L'équipement de pêche agit sur la relation longueur-âge des poissons. En effet, l'âge d’un poisson est corrélé à sa taille, et la taille des mailles utilisées lors de la pêche permet de ne pêcher des poissons que de certaines tailles, les poissons de taille trop petite ne sont donc pas capturés, ce qui entraîne une sélection différentielle qui aboutit à une diminution de la taille. Des estimations ont montré que la taille moyenne de Morue du Nord Atlantique survivante après la pêche serait plus petite de 1 cm que s’il n’y avait pas eu de pêche. Les bateaux de pêche attrapent plus d’individus d’un âge donné que d’un autre âge (les prises sont faites en fonction de la taille). Cette sélectivité d’âge a des conséquences sur l’âge à maturité des poissons. Des estimations faites sur des stocks de Morue de la Mer du Nord montrent que la maturité est plus tardive lorsqu’il n’y a pas de pêche, tandis que lorsqu’il y a une pêcherie très importante on remarque que l’âge à maturité diminue. En effet, les individus qui ont un âge à maturité plus tardif ont une longueur à maturité plus grande, or la pêcherie n’attrape des individus que d’une assez grande longueur. Ces individus ont donc un risque important de se faire pêcher avant d’avoir pu se reproduire. Contrairement aux individus d’âge à maturité plus précoce qui ont une longueur à maturité plus petite et auront donc l’« opportunité » de pouvoir se reproduire avant de se faire attraper une fois devenus assez grands pour être pêchés. La pêche, de par sa sélectivité vis-à-vis de la taille, exerce donc une pression de sélection sur l’âge à maturité. La sélection sur l’âge à maturité serait aussi influencée par le lieu de pêche. La pêche peut soit avoir lieu à l’endroit où les poissons se reproduisent soit à l’endroit où ils se nourrissent. Lorsque la pêche a lieu aux endroits où les poissons se reproduisent, il y a un avantage à avoir une maturité tardive. Car les poissons qui ont une maturité tardive sont généralement plus gros que ceux dont la maturité a lieu plus tôt. Et plus les poissons sont gros, plus la taille de la ponte est importante. Donc ceux qui sont matures plus tôt, lorsqu’ils arrivent au lieu de reproduction, produisent moins d’œufs avant d'être capturés tandis que ceux avec une maturité plus tardive, en arrivant sur le lieu de ponte, vont pouvoir avoir plus d’œufs avant d’être capturés. Inversement, si la pêche a lieu à l’endroit où les poissons se nourrissent, il vaut mieux avoir une reproduction plus précoce. En effet, si la maturité a lieu tardivement alors les poissons auront plus de chance d’être attrapés avant d’avoir pu pondre. Dans le contexte de pêcherie actuel, les individus de petites tailles et d’âge à maturité précoce ont donc tendance à être sélectionnés.

- Impacts de ces changements sur la dynamique des populations de poissons exploitées[87] : Cette sélection d’âge à maturité précoce induite par la pêche pose des problèmes de soutenabilité de la pêche. En effet, le coût de reproduction et la mortalité post-reproductive des poissons d’âge à maturité précoce est plus importante que ceux d’âge à maturité tardive. De plus les individus de taille à maturité petite (donc d’âge à maturité précoce) ont une fécondité âge-spécifique moins importante que les individus de taille à maturité plus grande. Donc, la sélection d’individus d’âge à maturité précoce a des conséquences sur la dynamique des populations. En effet, ces individus ont un taux de croissance plus petit que les autres et la probabilité que la reproductivité nette (c'est-à-dire la contribution espérée d’une femelle à la production de nouvelles femelles) soit inférieure à 1 est plus importante. Ce qui signifie que dans des populations où l’âge à maturité est précoce, on s’attend à ce que la population décroisse. Ainsi, les plans de gestion des pêches devraient prendre en compte les conséquences évolutives pour permettre une exploitation durable des ressources halieutiques. Certains scientifiques préconisent la mise en place de réserves naturelles afin de laisser une partie des stocks non contrainte par les pressions de sélection sur la taille, et maintenir ainsi les variations génétiques naturelles[88].

### Bien-être animal
La pêche est critiquée par le mouvement pour les droits des animaux, qui s'oppose à la souffrance animale. Une Journée mondiale pour la fin de la pêche a été instituée en 2017.
En mars 2018, des associations publient une tribune dans Sciences et Avenir demandant l'interdiction de la pêche récréative dans les départements français où la consommation et la commercialisation des poissons d'eau douce est interdite en raison du niveau de pollution trop élevé des cours d'eau.

### La pêchécologie
Ce nouveau concept, apparu en 2023 dans l'ouvrage La pêchécologie de Didier Gascuel, décrit une nouvelle forme de pêche qui vise à réconcilier conservation de la biodiversité et exploitation durable des ressources halieutiques. On peut le comparer à une forme d’agroécologie pour l’océan.